# Спомен-парк у Наталинцима
Спомен-парк у Наталинцима, насељеном месту на територији општине Топола, посвећен је догађајима и личностима из Другог светског рата.
У оквиру парка се налази биста и гроб Милана Благојевића, у који је пренесен после погибије, приликом формирања спомен-парка. Ту су и две спомен плоче, на једној су набројани борци НОВЈ, жртве фашистичког терора и војници југословенске војске, а друга је посвећена Паји Смедеревцу, борцу I шумадијског одреда, који је погинуо 1943. године, непознатој другарици коју су 1943. године стрељали четници, двадесет једном непознатом војнику југословенске војске, погинулих 12. априла 1941. године приликом одбране Наталинаца и једном официру Црвене армије који је погинуо 1944. године приликом ослобађања села.

## Напомена
1. ↑  За израду странице коришћени су подаци са спомен плоча.